# Horst de Ligugé
Le horst de Ligugé est une des structures tectoniques principales du seuil du Poitou.  
Il est situé sur la commune de Ligugé (département de la  Vienne en région Poitou-Charentes).

## Géographie
Le horst se traduit dans le paysage par l’apparition dans la vallée du Clain de roches granitiques sur un court tronçon d’environ 1 kilomètre, sorte de barrage granitique naturel tout à fait anachronique en plein centre du seuil du Poitou.
Il correspond à l’expression paroxysmale de l’axe haut de Ligugé, axe qui débute aux environs du village d’Ayron, à une vingtaine de kilomètres au NO de Poitiers, et se prolonge selon une  direction NO-SE (sud-armoricaine) jusqu’à Croutelle. 
Cet axe haut bifurque ensuite selon une direction structurale caractéristique du versant parisien du Seuil du Poitou, c'est-à-dire OSO-ENE, qui est celle du horst de Ligugé.

## Géologie
La faille des Pierres Brunes au nord et celle de Port Seguin au sud encadre le horst, la première décale les assises du Jurassique d'environ 50 m.
Entre ces deux failles un autre accident, la faille du cimetière de Smarves délimite, avec celle de Port Seguin, un étroit horst secondaire de moins de 300 m de large qui correspond au segment le plus relevé du horst de Ligugé. À cet endroit le granite atteint la cote d’environ 105 m.
Le granite de ce horst, dit de Port Seguin est un leucogranite monzonitique très fracturé, de couleur gris très clair à rosé, à deux micas, biotite et surtout muscovite. Au sud de la faille de Port Seguin, un autre granite affleure dans la vallée, le  granite de Papault (Granite calco-alcalin monzonitique de couleur gris-bleuté, riche en biotite).
Ces deux granites, d’âge Primaire, forment un obstacle transverse à la circulation du Clain. La vallée se rétrécit sensiblement et la rivière s'écoule au travers d'un chaos de blocs granitiques arrondis qui rappelle les paysages du Limousin ou de la Vendée granitique. Le site a été aménagé par le Conservatoire d’espaces naturels de Poitou-Charentes et la commune de Ligugé sous le nom d’Île de Pont et granit de Ligugé.
La voie ferrée Paris-Bordeaux construite entre 1830 et 1840, entaille les granites de Port-Seguin à proximité immédiate du site.
Juste en aval du horst de Port Seguin (entre les bourgs de Ligugé et de Smarves), la vallée du Clain est établie principalement sur les marnes tendres du Toarcien, ce qui permet à la vallée de s’étaler largement.
Le horst de Ligugé représente, avec ceux de Champagné-Saint-Hilaire et de Montalembert situés un peu plus au S-SO, les trois principales structures tectoniques de la partie centrale du seuil du Poitou. Le socle cristallin atteint ici une cote de l’ordre de 105 m, contre environ 130 m à Montalembert et 170 m à Champagné-Saint-Hilaire.

## Utilisation des matériaux
Les  leucogranites de Port Seguin ont été autrefois largement exploités dans plusieurs grandes carrières comme matériau d’empierrement et de granulats ainsi que pour la taille de pavés.
Une grande carrière a été ouverte en 1923 au lieu-dit le granit, et exploitée jusque dans les années 1950, à proximité de la voie ferrée pour permettre le transport des granulats utilisés comme ballast pour le réseau ferré.